# Бодак, Тайрик
Тайрик Бодак (нидерл. Tyrick Bodak; род. 15 февраля 2002, Кюрасао, Нидерланды) — нидерландский и кюрасавский футболист, вратарь клуба «Телстар» и национальной сборной Кюрасао.

## Клубная карьера
Бодак — воспитанник клубов БАС, «Колмшейт 33», «Де Графсхап» и ПСВ. В 2201 году он был включён в заявку дублёров на сезон. В 2023 году Тайрки подписал контракт с «Камбюром», но так и не дебютировал за основной состав. В 2024 году Бодак перешёл в «Телстар».

## Международная карьера
В 2019 году в составе юношеской сборной Кюрасао Бодак принял участие в юношеском Кубка КОНКАКАФ в США. На турнире он сыграл в матчах против сборных Суринама, Коста-Рики, Панамы и Канады.
9 октября 2021 года в товарищеском матче против сборной Новой Зеландии Бодак дебютировал за сборную Кюрасао.